# Schefflera grandigemma
Schefflera grandigemma är en araliaväxtart som beskrevs av Pedro Fiaschi. Schefflera grandigemma ingår i släktet Schefflera och familjen araliaväxter. Inga underarter finns listade.